# Lingua cebuana
La lingua cebuana, o cebuano (in cebuano sugbuanon), è una lingua austronesiana parlata nelle Filippine, il cui nome deriva da quello dell'isola filippina di Cebu. È un sottogruppo del visayano, a sua volta facente parte del ramo delle lingue maleo-polinesiache (parlate nelle Filippine da circa 16 milioni di persone). Il cebuano, nel quadro delle lingue parlate nella Repubblica delle Filippine, ha carattere di lingua ufficiale ausiliaria a livello regionale.
Al 2022, è parlata da 15,9 milioni di parlanti totali.

## Distribuzione geografica
La lingua cebuana è parlata dalle popolazioni native delle province di Cebu, Bohol, Negros Orientale e in alcune zone della provincia di Leyte, dell'Isola di Samar, oltre che, ma in minor misura, nel Nord dell'isola di Mindanao. Alcuni dialetti del Cebuano danno differenti nomi al linguaggio. I residenti di Bohol la chiamano Bol-anon mentre nel Leyte il dialetto Cebuano è chiamato Kana.

## Grammatica
Il cebuano, come la maggior parte delle lingue austronesiane, fa uso del noi inclusivo ed esclusivo. Questa distinzione, che non si trova in molte lingue indoeuropee, indica se il destinatario è incluso o no nel pronome "noi".
Esempio: Moadto kami sa sine.
"Noi (noialtri, cioè io e qualcun altro, ma non tu) andremo al cinema."
Moadto kita sa sine.
"Noi (io e te, e forse ma non necessariamente qualcun altro) andremo al cinema."
I quattro casi sono nominativo, genitivo preposto, genitivo posposto e obliquo.

## Sintassi
La lingua cebuana è una lingua VSO; le frasi seguono cioè un ordine Verbo Soggetto Oggetto. Le preposizioni sono più usate delle posposizioni. I nomi vengono dopo gli aggettivi, ma prima dei genitivi o delle frasi relative, e sono flessi per la persona, il numero e il caso. Esempio di tale sintassi: "mangio io la rossa mela".

## Esempi linguistici
| Numeri    | Cebuano             |
| --------- | ------------------- |
| 1         | usa                 |
| 2         | duhá                |
| 3         | tulú                |
| 4         | upát                |
| 5         | limá                |
| 6         | unúm                |
| 7         | pitú                |
| 8         | walú                |
| 9         | siyám               |
| 10        | napúlu              |
| 11        | napúlu'g usá        |
| 20        | kawhaan             |
| 30        | katloan             |
| 40        | kaapatan/kap'atan   |
| 50        | kalimaan/kalim'an   |
| 60        | kaunuman/kan'uman   |
| 70        | kapituan            |
| 80        | kawaloan            |
| 90        | kasiyaman           |
| 100       | usá ka gatos        |
| 1.000     | usá ka libo         |
| 1.000.000 | usá ka libo ka libo |
| sì        | Oo                  |
| no        | Dili                |